# Alireza Vahedi Nikbakht
Alireza Vahedi Nikbakht, född 30 juni 1980 i Mashhad, Iran, är en iransk fotbollsspelare (mittfältare). Han har gjort 73 landskamper och 14 mål för Irans landslag.